# Uso (canção)
"Uso" (嘘, lit. mentira) é o décimo quarto single da banda japonesa de rock e visual kei SID, lançado em 29 de abril de 2009 pela Ki/oon Records. Tema de encerramento do anime Fullmetal Alchemist, é geralmente considerada a canção da banda de maior sucesso. Foi incluída no álbum Hikari e nas compilações Sid 10th Anniversary Best, que estreou em 1° lugar na Oricon e SID Anime Best 2008-2017. O website CD Journal descreveu a música como sentimental, nostálgica e melancólica e o Natalie comentou que é "triste e bonita".
Romi Park, a dubladora do personagem principal de Fullmetal Alchemist Edward Elric, fez um cover de "Uso" para o álbum de tributo Sid Tribute Album -Anime Songs- (2023).

## Lançamento
O lançamento de "Uso" e o fato de que seria tema de abertura de Fullmetal Alchemist foram anunciados em março de 2009. A canção estreou na série a partir de 5 de abril, 24 dias antes do lançamento oficial. Foi lançado em CD em três edições, uma regular com apenas as três faixas "Uso", o lado B "Higasa" e uma gravação ao vivo de "Yuukan Collection"; e duas limitadas que incluem um DVD diferente cada. Um ano depois, outro single de Sid foi selecionado para a trilha sonora de Fullmetal: "Rain". Em 8 de agosto de 2018, "Uso" foi disponibilizada em vários serviços de streaming de música junto com todos os outros trabalhos da banda.

## Desempenho comercial
Alcançou a segunda posição na Oricon Singles Chart e permaneceu na parada por 17 semanas. Na parada de singles de rock e pop japoneses da Tower Records, seu pico foi o terceiro lugar.
Vendeu mais de 170 mil cópias em CD, sendo certificado disco de ouro pela RIAJ. No âmbito digital, alcançou ouro em maio de 2009, platina em julho e platina dupla em 2014, totalizando mais de 700 mil downloads pagos.
Se tornou o 55° single mais vendido em 2009 no Japão e o single mais vendido da banda, de acordo com a Oricon.

## Faixas
Todas as letras escritas por Mao. 
| N.º            | Título                                                                                                  | Duração |  |
| 1.             | "Uso" (嘘)                                                                                              | 3:28    |  |
| 2.             | "Higasa" (日傘)                                                                                         | 5:11    |  |
| 3.             | "Yuukan Collection - Live at Nippon Budokan 2008.11.2" (誘感コレクション ,Live at 日本武道館 2008.11.2) | 3:34    |  |
| Duração total: | Duração total:                                                                                          | 12:14   |  |

## Ficha técnica
- Mao – vocal
- Shinji – guitarra
- Aki – baixo
- Yūya – bateria